# Emily Deschanel
Emily Erin Deschanel, ameriška igralka in televizijska producentka, *11. oktober 1976, Los Angeles, Kalifornija, Združene države Amerike.
V nadaljevanki Kosti (Bones) igra vlogo antropologinje Dr. Temperance »Bones« Brennan.
Njena mama je igralka Mary Jo Deschanel, oče pa snemalec Caleb Deschanel, ki je bil petkrat nominiran za Oskarja. Njena mlajša sestra je igralka in glasbenica Zooey Deschanel.
V otroštvu so zaradi očetove službe pogosto potovali po svetu (Velika Britanija, Jugoslavija, Sejšeli...). Diplomirala je iz gledališča in igranja na Bostonski univerzi. Po študiju je igrala v več filmih, dokler ni leta 2005 dobila naslovne vloge v seriji Kosti (Bones). 3. november 2011 bo na ameriški televiziji Fox predvajana prva epizoda 7. sezone.
Od septembra leta 2010 je poročena z igralcem in scenaristom Davidon Hornsbyjem. 31. marec 2011 je par objavil, da pričakuje otroka; deček Henry Hornsby se je rodil 21. september 2011.
Je veganka in zagovornica pravic živali ter zdravega načina življenja.

## Filmografija
| Leto      | Naslov                            | Vloga                       | Opombe                                                 |
| --------- | --------------------------------- | --------------------------- | ------------------------------------------------------ |
| 1994      | It Could Happen to You            | Paint Throwing Fur Activist |                                                        |
| 2000      | It's a Shame About Ray            | Maggie                      | Kratek film                                            |
| 2001      | The Heart Department              | Maude Allyn                 | TV film                                                |
| 2002      | Rose Red                          | Pam Asbury                  | TV miniserija                                          |
| 2002      | Law & Order: Special Victims Unit | Cassie Germaine             | Epizoda: »Surveillance«                                |
| 2002      | Providence                        | Annie Franks                | Epizoda: »Cloak & Dagger« Episode: »The Eleventh Hour« |
| 2003      | The Dan Show                      | Sam                         | TV film                                                |
| 2003      | Easy                              | Laura Harris                | Neodvisni film                                         |
| 2003      | Cold Mountain                     | Mrs. Morgan                 |                                                        |
| 2004      | The Alamo                         | Rosanna Travis              |                                                        |
| 2004      | Crossing Jordan                   | Michelle                    | Epizoda: »All the News Fit to Print«                   |
| 2004      | Spider-Man 2                      | Recepcionistka              |                                                        |
| 2004      | Old Tricks                        | Ženska                      | Kratek film                                            |
| 2005      | Boogeyman                         | Kate Houghton               |                                                        |
| 2005      | Mute                              | Claire                      | Kratek film                                            |
| 2005      | That Night                        | Annie                       | Kratek film                                            |
| 2005–2017 | Bones (Kosti)                     | Temperance »Bones« Brennan  | Glavna vloga                                           |
| 2006      | Glory Road                        | Mary Haskins                |                                                        |
| 2009      | My Sister's Keeper                | Dr. Farquad                 |                                                        |
| 2009      | Tit for Tat                       | Emily                       | TV serija                                              |
| 2010      | The Cleveland Show                | Julia Roberts (voice)       | Epizoda: »Cleveland Live!«                             |
| 2012      | The Perfect Family                | Shannon Cleary              | Post-produkcija                                        |